# Johann Bernhard Scholl
Johann Bernhard Scholl (* unbekannt; † 19. Dezember 1647 in Heilbronn) war von 1636 bis zum 17. August 1643 Bürgermeister von Heilbronn.

## Leben
Zuerst war er 1614 Vogt zu Bromberg. 1612 war er Mitglied des Heilbronner Gerichts und gehörte 1622 dem kleinen, inneren Rat („von den burgern“) an. Ab 1635 war er Steuerherr und ab 1636 Bürgermeister. Seine Amtszeit fiel in die Zeit des Dreißigjährigen Krieges. Der Bau des Heiliggeisthofs geht auf Bürgermeister Scholl zurück.
In erster Ehe war er mit Magdalena Münster und in zweiter Ehe mit Magdalene Trapp, Schwester des Bürgermeisters Ludwig Trapp von Trappensee, verheiratet.